# Бегенський (струмок)
Бегенський, Багенський — струмок  в Україні, у  Рахівському районі Закарпатської області, лівий доплив Чорної Тиси (басейн Дунаю).

## Опис
Довжина струмка приблизно 5 км. Формується з багатьох безіменних струмків. 

## Розташування
Бере  початок на південному заході від села Поляниця. Тече переважно на південний захід через село Стебний і у селищі Ясіня впадає у річку Чорну Тису, праву притоку Тиси.